# Armando Falcão
Armando Ribeiro Severo Falcão (Fortaleza, 11 de octubre de 1919 – Río de Janeiro, 10 de febrero de 2010) fue un político brasileño, ocupó el cargo de Ministro de Justicia de Brasil durante la dictadura militar, en el gobierno de Ernesto Geisel (1974-1979).
Hijo de Edmundo Falcão y Laura Ribeiro Falcão. Se graduó de abogado por la Universidad Federal de Río de Janeiro. Entró en la vida política incorporándose al PSD, por el que fue elegido diputado federal por Ceará en 1950, 1954, 1958 y 1962. Fue candidato a gobernador del estado en 1954, pero fue derrotado por Paulo Sarasate, candidato de la UDN. En 1959 fue designado para reemplazar a Carlos Cirilo Júnior en el Ministerio de Justicia en el gobierno de Juscelino Kubitschek, donde también fue ministro interino de Relaciones Exteriores en sustitución de Horácio Lafer. Renunció a su diputación para hacerse cargo del Departamento de Justicia del Estado de la Guanabara en 1960, durante el gobierno de José Sette Câmara Filho. 
Ocupó temporalmente el Ministerio de Salud durante el gobierno de Jânio Quadros, pero lo abandonó poco después de asumir el cargo. Con la renuncia de Quadros el 25 de agosto de 1961, se expresó en contra de la toma de posesión de João Goulart, apoyó la frustrada destitución de éste y se alineó entre los partidarios del Régimen Militar de 1964 y se unió a ARENA con el establecimiento del bipartidismo. En 1966 fue elegido suplente de diputado federal y llamado a desempeñar el cargo.
Permaneció alejado de la política hasta que Ernesto Geisel lo designó para el Ministerio de Justicia. Debido a la derrota masiva del gobierno contra el MDB en las elecciones del 15 de noviembre de 1974, fue el autor de la Ley Falcão que limitó drásticamente el acceso de los políticos a la radio y la televisión con el objetivo de impedir la victoria de la oposición en las elecciones municipales de 1976 y en las futuras, siendo derogado únicamente con ocasión de las elecciones municipales de 1985. Armando Falcão también fue quien dispuso la redacción del proyecto de ley para la fusión de los estados de Guanabara y Río de Janeiro, que entró en vigor el 15 de marzo de 1975. 
Bajo su coordinación también se elaboró el proyecto de reforma del Poder judicial, que incluía proyectos de reforma del Código Civil, el Código Procesal Penal y la Ley de Contravenciones Penales. En 1977, cuando el Congreso Nacional fue declarado en receso, el Ejecutivo aprobó el conjunto de leyes que se conoció como Paquete de Abril. 
El 27 de noviembre de 1978, Armando Falcão sancionó una nueva Ley de Seguridad Nacional, primer borrador del proyecto para devolver la vida política del país a la normalidad democrática, y que ponía fin a la pena de muerte, la cadena perpetua y el destierro, además de reducir la período de incomunicación de diez a ocho días, restableciendo el habeas corpus y devolviendo al ámbito del Código Penal el procesamiento de los responsables de robos a bancos. Dejó el Ministerio de Justicia al final del gobierno de Geisel.
En 1989 publicó un libro de memorias, Tudo a declarar. El título jugaba con la frase "nada que declarar" que había caracterizado su relación con la prensa, cuando era ministro de Justicia y se negaba a comentar cualquier asunto considerado confidencial o controvertido. 
Murió en su casa, en el barrio carioca de Botafogo, a los 90 años a causa de una neumonía. Su cuerpo fue enterrado en el cementerio de São João Batista. Estuvo casado por primera vez con Maria Ilná Bezerra Falcão, con quien tuvo seis hijos. Viudo, se casó con su segunda esposa, también viuda, Aline Tereza Saboya Montenegro. 